# Свидница (Львовская область)
Свидница (укр. Свидниця) — село в Яворовской городской общине Яворовского района Львовской области Украины.
Население по переписи 2001 года составляло 517 человек. Занимает площадь 1,524 км². Почтовый индекс — 81006. Телефонный код — 3259.

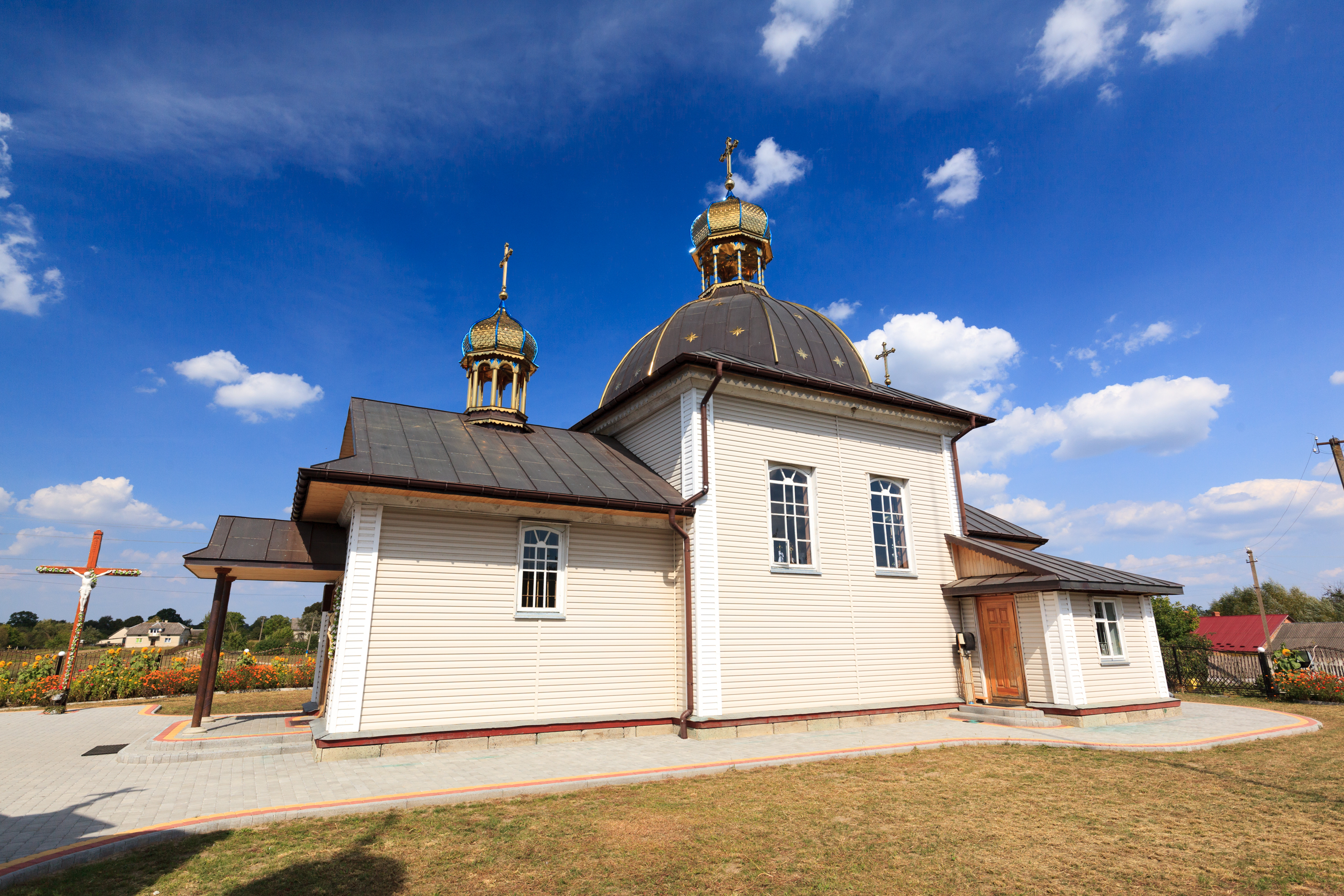
Церковь Рождества Богородицы, 1880